# Jaffar Khan
Jaffar Khan (ur. 10 marca 1981 w Dera Ismail Khan) – pakistański piłkarz występujący na pozycji bramkarza. Zawodnik klubu Pakistan Army FC w latach 1998-2019.

## Kariera klubowa
Khan karierę rozpoczął w 1998 roku w zespole Pakistan Army FC. Od tego czasu zdobył z nim 2 mistrzostwa Pakistanu (2005, 2006-07) oraz 2 Puchary Pakistanu (2000, 2001).

## Kariera reprezentacyjna
W reprezentacji Pakistanu Khan zadebiutował w 2001 roku.